# Cheirimedeia macrodactyla
Cheirimedeia macrodactyla är en kräftdjursart som beskrevs av Chris Conlan 1983. Cheirimedeia macrodactyla ingår i släktet Cheirimedeia och familjen Isaeidae. Inga underarter finns listade i Catalogue of Life.